# Bleuchâtel
Le Bleuchâtel est un fromage suisse crémeux bleu fort à pâte persillée, molle avec de la moisissure noble. 

## Spécificités
Son nom vient de la contraction de bleu et de Neuchâtel. Il est aujourd'hui produit aux Ponts-de-Martel à partir de lait de vache thermisé. Sa meule ronde et de couleur blanche a un diamètre de 18 cm, une hauteur de 9 cm et pèsent entre 2 et 3 kg.
Le Bleuchâtel subit un affinage de 1 mois.
Ses valeurs nutritives (pour 100 g) sont les suivantes
- Humidité : 44 %
- Matière grasse (min.) : 55 %
- Calories : 392 kcal (1638 kj)